# Sérgio Ramos Caiado
Sérgio Ramos Caiado (Anápolis, 28 de janeiro de 1950) é um político e advogado brasileiro que atuou como deputado por Goiás, no âmbito estadual e federal.

## Biografia[1]
Sérgio Ramos Caiado nasceu no dia 28 de janeiro de 1950 em Anápolis.Ele era filho do ex-senador Emival Ramos Caiado e sua esposa, Maria Curado Caiado, irmão de Emival Ramos Caiado Filho. 
Sérgio Ramos cursou direito na Universidade de Brasília, bacharelando-se.

### Deputado estadual por Goiás
Ele foi eleito deputado estadual por Goiás, pelo partido ARENA, na 8.ª Legislatura, no quatriênio 1975-1979. Sua reeleição, se deu novamente pela ARENA, legislando na 9.ª Legislatura, pelo mandato 1979-1983, renovando seu mandato, já pelo PDS durante a 10.ª Legislatura, que perdurou de 1983 até 1987.

### Deputado federal por Goiás
Foi suplente e deputado federal por Goiás, pelo Partido Progressista. 